# Vegalatrave (kommunhuvudort)
Vegalatrave är en kommunhuvudort i Spanien.   Den ligger i provinsen Provincia de Zamora och regionen Kastilien och Leon, i den nordvästra delen av landet, 240 km nordväst om huvudstaden Madrid. Vegalatrave ligger 691 meter över havet och antalet invånare är 147.
Terrängen runt Vegalatrave är huvudsakligen platt. Vegalatrave ligger nere i en dal. Runt Vegalatrave är det mycket glesbefolkat, med 7 invånare per kvadratkilometer. Närmaste större samhälle är Gallegos del Río, 6,8 km nordväst om Vegalatrave. Omgivningarna runt Vegalatrave är i huvudsak ett öppet busklandskap.